# Фундуля
Фундуля (рум. Fundulea) — город в Румынии в составе жудеца Кэлэраши.

## История
Долгое время это была обычная сельская местность. 
Впервые оно появляется под названием Fondele на Карте княжеств Молдавии и Валахии 1774 года, составленной Якобом Фридрихом Шмидтом. 
Первое документальное упоминание содержится в 1778 году в «Исторических и географических мемуарах о Валахии», опубликованных в Лейпциге генералом Бауэром: Fundule petit Village sur le ruisseau de Katora, стр. 145. 
В начале XX века эта территория входила в состав коммуны Крынгул-Фундулеле (рум. Crângul-Fundulele). В 1931 году коммуна была переименована в «Фундуля».
В 1989 году коммуна Фундуля получила статус города.